# ولدیان
ولدیان، روستایی است از توابع بخش ایواوغلی و در شهرستان خوی استان آذربایجان غربی ایران.
ریواس‌های آبدار و تورشاشیرن و قارچ‌های کوهی (دنبلان) ولدیان از محصولات طبیعی کوه‌های معروف ولدیان است.

## جمعیت
براساس سرشماری مرکز آمار ایران در سال ۱۳۹۵، جمعیت این روستا برابر با ۱٬۵۷۲ نفر (۵۰۰ خانوار) بوده‌است.  تمامی مردم این روستا به زبان ترکی آذربایجانی سخن میگویند. 